# Live Phish Volume 6
Live Phish Volume 6 è un album dal vivo dei Phish, pubblicato il 30 ottobre 2001 dalla Elektra Records. Il disco documenta integralmente l'esibizione del gruppo al The Centrum di Worcester la sera del 27 novembre 1998.
Questo concerto è ricordato per le frequenti incursioni dei Phish nel repertorio dei Surfaris: il loro brano di maggior successo Wipeout fu eseguito integralmente due volte e venne ripreso anche durante la lunga jam session (oltre 20 minuti) di Weekapaug Groove. Il concerto resta una delle esibizioni più amate in assoluto dai fan, anche perché i membri del gruppo si dimostrarono particolarmente sciolti e scherzosi, proponendo una loro versione del classico dello ska Mirror in the Bathroom durante l'esecuzione di Chalkdust Torture ed eseguendo l'unica versione blues di Dog Log nella storia del gruppo.

## Tracce

### Disco 1
Primo set:
1. Funky Bitch
2. Ya Mar
3. Carini
4. Runaway Jim
5. Meat
6. Reba
7. Old Home Place
8. Dogs Stole Things

### Disco 2
Continuazione del primo set:
1. Vultures
2. When the Circus Comes
3. Birds of a Feather

Secondo set:
1. Buried Alive
2. Wipe Out
3. Chalk Dust Torture
4. Mirror in the Bathroom
5. Chalk Dust Torture
6. Dog Log
7. Sanity
8. Buffalo Bill

### Disco 3
Continuazione del secondo set:
1. Mike's Song
2. I Am Hydrogen
3. Weekapaug Groove
4. Run Like an Antelope

Eseguiti come bis:
1. Wading in the Velvet Sea
2. Golgi Apparatus
3. Wipeout